# 乔治娅·科茨
乔治娅·科茨（英語：Georgia Coates，1999年2月19日—）生于西约克郡利兹，是一名英国女子游泳运动员，主攻自由泳和混合泳。2013年，她在欧洲青少年奥林匹克运动会上完成自己在国际主要赛场的首次亮相。2016年，她入选里约奥运和欧洲游泳锦标赛参赛阵容，完成个人的成年级国际大赛首秀，她也成为该年奥运英国游泳队年龄最小的成员。